# Anne Fillon
Pour les articles homonymes, voir Fillon (homonymie).
Anne Fillon, née le 6 novembre 1931 au Mans, où elle est morte le 17 août 2012, est une historienne française moderniste, spécialiste de l'histoire rurale, professeur à l'Université du Mans dans les années 1980 et 1990.
Elle est la mère de François Fillon, homme politique, de Pierre Fillon, président de l'Automobile Club de l'Ouest et de Dominique Fillon, musicien.

## Biographie

### Origines familiales et famille
Née Anne Soulet, elle est issue d'une famille originaire du Pays basque, mais vient au monde le 6 novembre 1931 au Mans (Sarthe). 
Épouse de Michel Fillon, notaire, elle travaille d'abord comme assistante dans l'étude de son époux. 
De leur mariage, naissent quatre fils, dont l'un, Arnaud, né en 1963, meurt accidentellement à l'âge de 18 ans.

### Professeur à l'université du Mans
Reprenant des études d'histoire, elle soutient en 1982 une thèse de doctorat sur Louis Simon (1741-1820), étaminier dans le village de La Fontaine-Saint-Martin, élaborée sous la direction du professeur Jean-Marie Constant. 
Elle est élue maîtresse de conférences à l'université du Mans, où elle devient ensuite elle-même professeur. 
Durant ses années de professorat, Anne Fillon dirige les travaux de quatre doctorants ayant pour cadre la province du Maine au XVIIIe siècle  : 
- Sylvie Granger sur les musiciens ;
- Véronique Pifre sur la pauvreté ;
- David Audibert sur les marchands épiciers ;
- Benoît Hubert sur le négociant Leprince d'Ardenay.

Elle y crée le Centre universitaire d'éducation permanente et l'association Liaison Université.

### Autour de Louis Simon
Louis Simon, objet de sa thèse, est l'auteur d'un livre de souvenirs personnels sur sa jeunesse et la période de la Révolution française et de l'Empire.
Elle crée l'association Les Amis de Louis Simon, ainsi qu'un musée des arts et traditions populaires dans la commune de La Fontaine-Saint-Martin (Sarthe), dans une des maisons habitées par Louis Simon. 

### Mort et funérailles
Anne Fillon meurt le 17 août 2012 au Mans, à l'âge de 80 ans, « des suites d'une longue maladie »,.

## Publications

### Ouvrages historiques
- Louis Simon. Étaminier, 1741-1820, dans son village du Haut-Maine au siècle des Lumières, Le Mans, Centre universitaire d'éducation permanente, 1984[10],[11] (BNF 34771083)
- Les Trois Bagues aux doigts. Amours villageoises au XVIIIe siècle, Paris, Robert Laffont, 1989 (BNF 35002327)[12].
- Fruits d'écritoire. Société et mentalités aux XVIIe et XVIIIe siècles, Le Mans, Laboratoire d'histoire anthropologique, 2000, 388 pages (BNF 37214162)[13].
- À la recherche des aïeuls du Maine, Société de démographie historique, Paris 1991, Annales de démographie historique[14],
- Louis Simon, villageois de l’Ancienne France, Ouest-France, Rennes, 1996, 342 pages, avec une préface de Pierre Chaunu.

### Traductions
- Brian de Breffny (dir.), Le Monde irlandais. Histoire et civilisation du peuple irlandais, Paris, Albin Michel, 1978 (BNF 34611493).
- Avec Maddy Buysse et Elie Kedourie (en) (dir.), Le Monde juif. Révélation, prophétisme et histoire, Paris, Garnier Frères, 1979 (BNF 34680108).